# NGC 169
NGC 169 (również PGC 2202 lub UGC 365) – galaktyka spiralna (Sb), znajdująca się w gwiazdozbiorze Andromedy. Odkrył ją 18 września 1857 roku R.J. Mitchell – asystent Williama Parsonsa. Należy do galaktyk Seyferta. Jest oddalona o około 194 miliony lat świetlnych od Ziemi.
NGC 169 oddziałuje grawitacyjnie z sąsiednią, mniejszą galaktyką IC 1559 (zwaną czasem NGC 169A). Para ta została skatalogowana jako Arp 282 w Atlasie Osobliwych Galaktyk.